# Cliftonville F.C.
Cliftonville Football & Athletic Club – północnoirlandzki klub piłkarski z siedzibą w Belfaście.

## Osiągnięcia
- Mistrz Irlandii Północnej (5): 1905/06 (wspólnie z Distillery), 1909/10, 1997/98, 2012/13, 2013/14
- Puchar Irlandii Północnej (Irish Cups) (9): 1882/83, 1887/88, 1896/97, 1899/00, 1900/01, 1906/07, 1908/09, 1978/79, 2023/2024
- Puchar Ligi (Irish Football League Cup): 2003/04
- Gold Cup (3): 1923, 1933, 1980
- Tarcza Hrabstwa Antrim (County Antrim Shield) (7): 1892, 1894, 1898, 1926, 1979, 1997, 2007

## Historia
Klub Cliftonville założony został 20 września 1879 roku. Tego samego dnia ukazało się w gazecie Belfast Newsletter ogłoszenie, w którym młody biznesmen z Belfastu John McAlery zapraszał ludzi, by zapisywali się do Cliftonville Association Football Club.
Wkrótce po ogłoszeniu Cliftonville rozegrał swój pierwszy mecz – 29 września 1879 na boisku Cliftonville Cricket Club nieopodal Oldpark Avenue z reprezentacją graczy rugby występującą pod nazwą Quidnunces. Mecz ten Cliftonville przegrał 1:2. Kolejny mecz z zespołem Caledonians zakończył się porażką 1:9.
Już w 1881 roku klub pierwszy raz dotarł do finału Pucharu Irlandii (Irish Cup), jednak 9 kwietnia przegrał z Moyola Park. W następnym roku Cliftonville drugi raz z rzędu dotarł do finału, który ponownie przegrał – 1:2 z klubem Queen's Island. Po raz pierwszy klub zdobył Puchar Irlandii w 1883 roku, pokonując w finale 5:0 drużynę Ulster.
Na inauguracyjnym zebraniu Irish Football League 14 marca 1890 roku, do jakiego doszło w Belfaście, osiem klubów zgodziło się przystąpić do rozgrywek ligi irlandzkiej. Były to: Cliftonville, Clarence, Milford, Oldpark, Distillery, Glentoran, Ulster i Linfield. W XIX wieku Cliftonville jeszcze trzy razy zdobył Puchar Irlandii. Mistrzem klub po raz pierwszy został w 1906 roku. Drugie mistrzostwo udało się zdobyć w 1910 roku.
Będąc klubem w pełni amatorskim aż do początku lat 70., Cliftonville nie odgrywał wielkiej roli w futbolu północnoirlandzkim. Toteż sporą niespodzianką było zdobycie Pucharu Irlandii Północnej w 1976 roku, kiedy to klub w meczu finałowym na Windsor Park, w obecności 15 000 widzów, pokonał 3:2 Portadown.
Klub aż do połowy lat 90. nie potrafił sięgnąć po najwyższe krajowe trofea. Zapowiedzią lepszych czasów było zdobycie Pucharu Coca-Coli w 1996 roku i Tarczy Hrabstwa Antrim (County Antrim Shield) w 1997. W sezonie 1997/98 Cliftonville zdobył swój trzeci tytuł mistrzowski (było to dla klubu pierwsze mistrzostwo Irlandii Północnej). Kolejny sukces przyszedł dopiero w następnym tysiącleciu – w sezonie 2003/04 Cliftonville zdobył Puchar Ligi (Irish Football League Cup).

## Europejskie puchary
Legenda do wszystkich tabel:
- Q – runda eliminacyjna, 1/16, 1/8, 1/4, 1/2 – odpowiednia faza rozgrywek, Grupa – runda grupowa, 1r gr – pierwsza runda grupowa, 2r gr – druga runda grupowa, F – finał, R – runda, PO – play-off
- k. – rzuty karne, los. – losowanie, Dogr. – dogrywka, w. – zasada bramek strzelonych na wyjeździe

| Sezon   | Rozgrywki                 | Runda   | Klub                   | Dom | Wyjazd | Ogólnie    |
| ------- | ------------------------- | ------- | ---------------------- | --- | ------ | ---------- |
| 1979/80 | Puchar Zdobywców Pucharów | 1R      | FC Nantes              | 0–1 | 0–7    | 0–8        |
| 1996    | Puchar Intertoto          | Grupa 1 | Standard Liège         | 0–3 |        | 5. miejsce |
| 1996    | Puchar Intertoto          | Grupa 1 | Aalborg BK             |     | 0–4    | 5. miejsce |
| 1996    | Puchar Intertoto          | Grupa 1 | VfB Stuttgart          | 1–4 |        | 5. miejsce |
| 1996    | Puchar Intertoto          | Grupa 1 | Hapoel Tel Awiw        |     | 1–1    | 5. miejsce |
| 1998/99 | Liga Mistrzów             | 1Q      | FC VSS Košice          | 1–5 | 0–8    | 1–13       |
| 2001    | Puchar Intertoto          | 1R      | Tiligul-Tiras Tyraspol | 1–3 | 0–1    | 1–4, Dogr. |
| 2007    | Puchar Intertoto          | 1R      | FK Dinaburg            | 1–1 | 1–0    | 2–1        |
| 2007    | Puchar Intertoto          | 2R      | KAA Gent               | 0–4 | 0–2    | 0–6        |
| 2008/09 | Puchar UEFA               | 1Q      | FC København           | 0–4 | 0–7    | 0–11       |
| 2010/11 | Liga Europy               | 2Q      | Cibalia Vinkovci       | 0–0 | 1–0    | 1–0        |
| 2010/11 | Liga Europy               | 3Q      | CSKA Sofia             | 1–2 | 0–3    | 1–5        |
| 2011/12 | Liga Europy               | 1Q      | The New Saints         | 0–1 | 1–1    | 1–2        |
| 2012/13 | Liga Europy               | 1Q      | Kalmar FF              | 1–0 | 0–4    | 1–4        |
| 2013/14 | Liga Mistrzów             | 2Q      | Celtic F.C.            | 0–3 | 0–2    | 0–5        |
| 2014/15 | Liga Mistrzów             | 2Q      | Debreceni VSC          | 0–0 | 0–2    | 0–2        |
| 2016/17 | Liga Europy               | 1Q      | FC Differdange 03      | 2–0 | 1–1    | 3–1        |
| 2016/17 | Liga Europy               | 2Q      | AEK Larnaka            | 3–2 | 2–0    | 5–2        |
| 2018/19 | Liga Europy               | 1Q      | Nordsjælland           | 0–1 | 1–2    | 1–3        |
| 2019/20 | Liga Europy               | PQ      | Barry Town             | 4–0 | 0–0    | 4–0        |
| 2019/20 | Liga Europy               | 1Q      | FK Haugesund           | 0–1 | 1–5    | 1–6        |
| 2022/23 | Liga Konferencji Europy   | 1Q      | DAC Dunajská Streda    | 0–3 | 1–2    | 1–5        |
| 2024/25 | Liga Konferencji          | 2Q      | Auda                   | 1–2 | 0–2    | 1–4        |
| 2025/26 | Liga Konferencji          | 1Q      | St Joseph’s F.C.       | 2–3 | 2–2    | 4–5, Dogr. |